# Pedro Proença
Pedro Proença Oliveira Alves Garcia (n. 3 noiembrie 1970, Lisabona) este un arbitru portughez de fotbal retras din activitate. 
Proença a arbitrat o serie de meciuri importante, printre care finale ale Supercupei Portugaliei, Cupei Portugaliei, Cupei Ligii Portugaliei, dar și finale de UEFA Champions League și Campionatul European de Fotbal. În 2012 Proença a devenit unicul arbitru care a condus în același an, atât finala Ligii Campionilor cât și pe cea a Campionatului European.
Pe 22 ianuarie 2015, Proença și-a anunțat retragerea din activitatea de arbitraj, într-o conferință de presă susținută la sediul Federației Portugheze de Fotbal. De-a lungul carierei sale Proença a condus de la centru aproximativ 100 de meciuri internaționale, inclusiv câteva meciuri ale naționalei României, dar de asemenea și meciul Legia Varșovia - Steaua, disputat la 27 august 2013, scor 2-2 în manșa secundă a play-off-ului Ligii Campionilor.
În iulie 2015, la șase luni de la retragerea din arbitraj, Proença și-a anunțat candidatura și apoi a fost ales în funcția de președinte al Ligii Portugheze de Fotbal Profesionist.

## Criticism
Pedro Proença e cunoscut pentru luarea unor decizii în teren în defavoarea naționalei României. Pe 9 octombrie 2010, el a oficiat meciul Franța – România (2-0), la Paris. În minutul 83 al partidei, Loïc Rémy a deschis scorul dintr-un ofsaid clar, iar Proença a validat golul.
În vara anului 2011 Proença a fost victima unui atac la persoana sa într-un centru comercial din apropierea stadionului Benficăi Lisabona, Estadio da Luz. Atunci el a fost lovit cu capul în față de un individ, pierzând doi dinți și suferind răni la gură.
În noiembrie 2013 Pedro Proença a fost desemnat de FIFA arbitrul meciului Grecia – România din barajul de calificare pentru Campionatul European de Fotbal 2012. Federația Română de Fotbal a trimis o scrisoare de protest atât la FIFA cât și la UEFA, contestând alegerea lui drept arbitru al meciului, din considerentul precedentului negativ de la meciul cu Franța și în plus faptul că Proença este co-național cu selecționerul Greciei, Fernando Santos. Protestul Federației a fost ignorat și Proença a arbitrat meciul. Scorul meciului, care avea să fie 3–1 la sfârșitul partidei, a fost deschis de Kostas Mitroglou în minutul 14, care a înscris dintr-o poziție de off-side, iar Proença „neobservând” asta a validat golul.